# Karl Jindrak
Pour les articles homonymes, voir Jindrak.
Karl Jindrak (né le 10 décembre 1972 à Vienne) est un pongiste autrichien gaucher.
Il a remporté le championnat d'Europe en double en 2005, associé à Werner Schlager. Il a participé aux Jeux olympiques d'été de 1996 et de 2000 où il a atteint le stade des quarts de finale.
Il a remporté plusieurs étapes du Pro-tour en double, dont l'Open du Brésil ITTF, l'Open de République tchèque ITTF, l'Open de Croatie ITTF, l'Open du Danemark ITTF et l'Open d'Angleterre ITTF.